# Domaine des Trois Fontaines
Ne doit pas être confondu avec Château de Trois-Fontaines d'Auderghem.

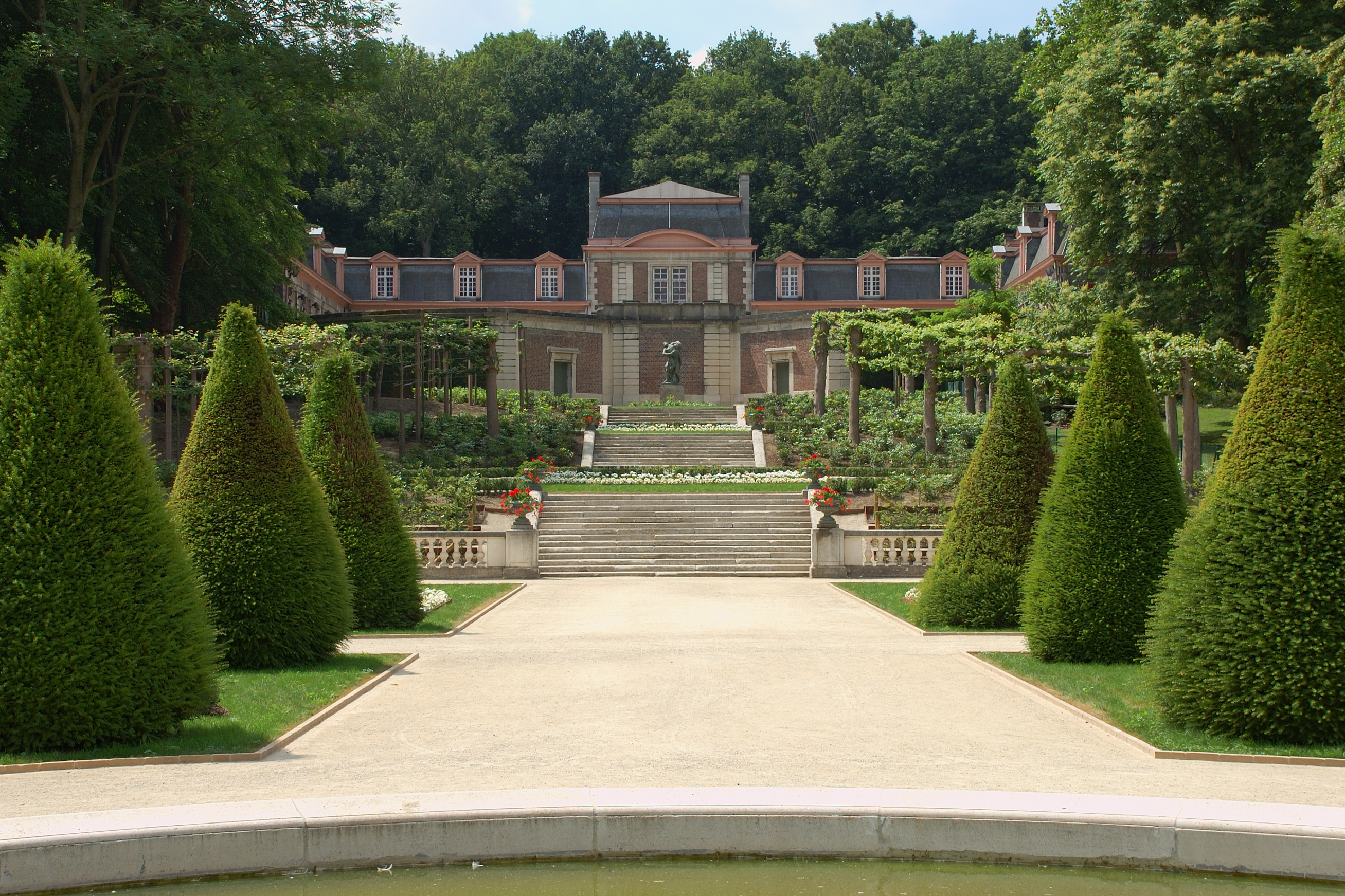
Domaine des Trois Fontaines, Vilvorde

Le Domaine des Trois Fontaines ou Les Trois Fontaines (en néerlandais : Domein Drie Fonteinen), anciennement appelé aussi Parc Orban, est un parc belge de la commune de Vilvorde, mais débordant sur le territoire de la ville de Bruxelles. Le domaine est propriété de la ville de Vilvorde et est probablement l'un des plus anciens parcs paysagers de la Belgique.

## Nom
Le domaine est nommé d'après le hameau des Trois Fontaines, dont le nom a probablement son origine à une gigantesque fontaine dans le hameau à hauteur de l'ancienne écluse de Ransbeek. Cette fontaine avait quatre buses dans les quatre directions cardinales. Les bateliers ne pouvaient voir que trois becs, d'où le nom des Trois-Fontaines.

## Description
Le domaine de 55 hectares, est caractérisée par une grande différence de relief et comprend un jardin paysager à l'anglaise ainsi qu'un jardin à la française, entièrement rénové entre 2007 et 2009. En outre, il s'y trouve la Chapelle Saint-Landry de style baroque, transférées de l'ancien hameau de Ransbeek. Mais également des dépendances de l'ancien château: les anciens pavillons d'entrée, les écuries, l'orangerie et un pavillon de chasse. Le château a aujourd'hui complètement disparu.
C'est aujourd'hui un parc de loisirs et l'orangerie du château a été transformée en brasserie. On y trouve également un jardin japonais.

## Histoire

### Domaine Walckiers

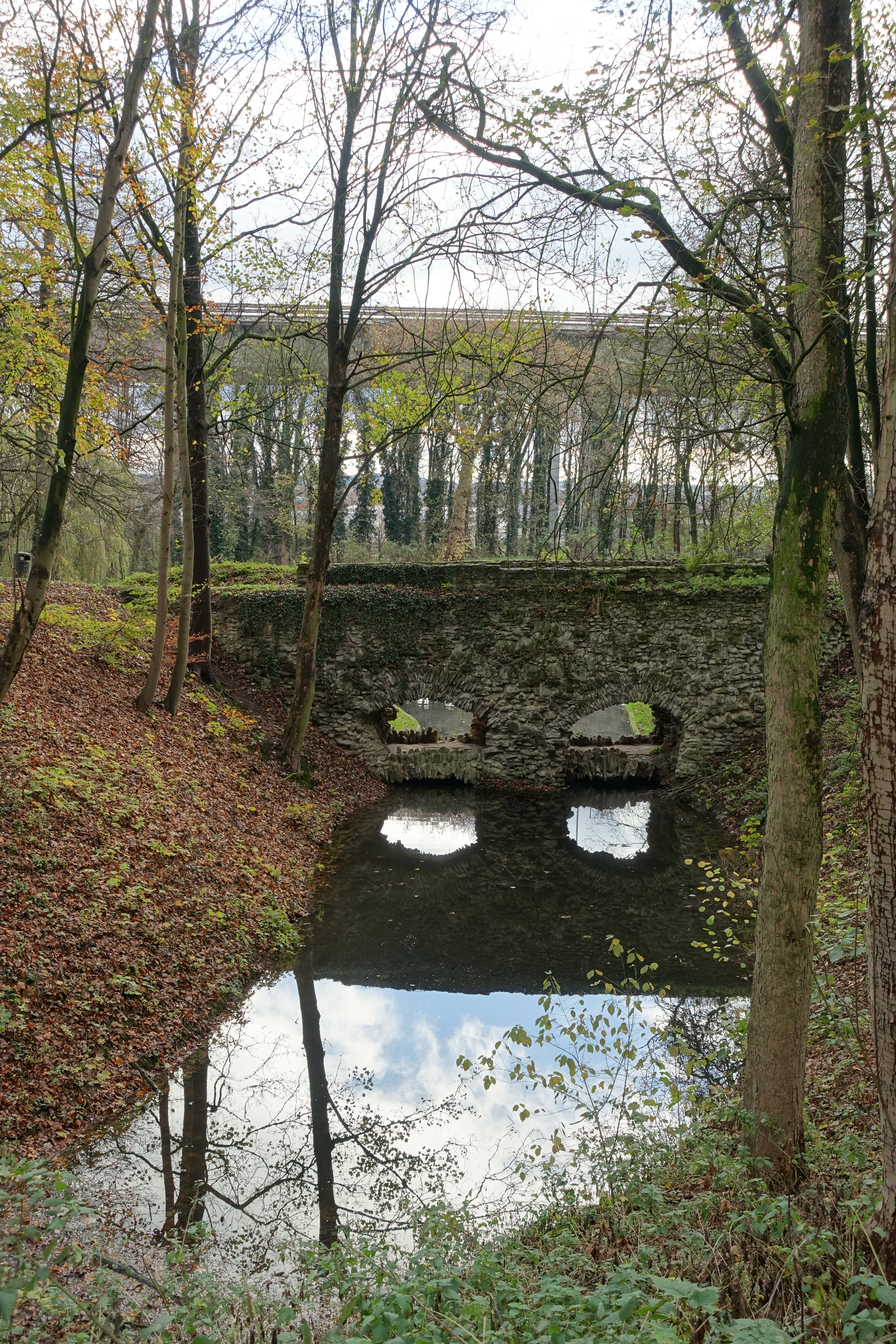
Le pont connu sous le nom bloedgrotten, à l'actuel Absynthe chemine

Dans les années 1760 et 1770, Jean Joseph Walckiers de Gammerage (Galmaarden), banquier bruxellois, a acheté toutes les terres à l'ouest et au sud du hameau des Trois Fontaines. En 1778, Walckiers construisit un jardin à l'anglaise de dix hectares. Le jardin anglais de Walckiers appartient à la première génération des parcs anglais sur le continent Européen. La partie la plus spectaculaire du jardin anglais Walckiers était un pont à galerie à deux arches, sur le contrefort nord de l'étang. Le pont qui existe encore aujourd'hui est connu sous le nom des "bloedgrotten". En 1780, Walckiers construisit un château. Il y a encore deux glacières issue de l'ancien domaine de Walckiers, l'une à l'étang l'une en dessous du viaduc de Vilvorde et l'autre dans le coin nord-est du domaine, entre le pont à galerie et la ventilation Lenterik. En plus de son domaine des Trois Fontaines Walckiers en eut  trois autres à Gammerages, Loenhout et Wespelaer.

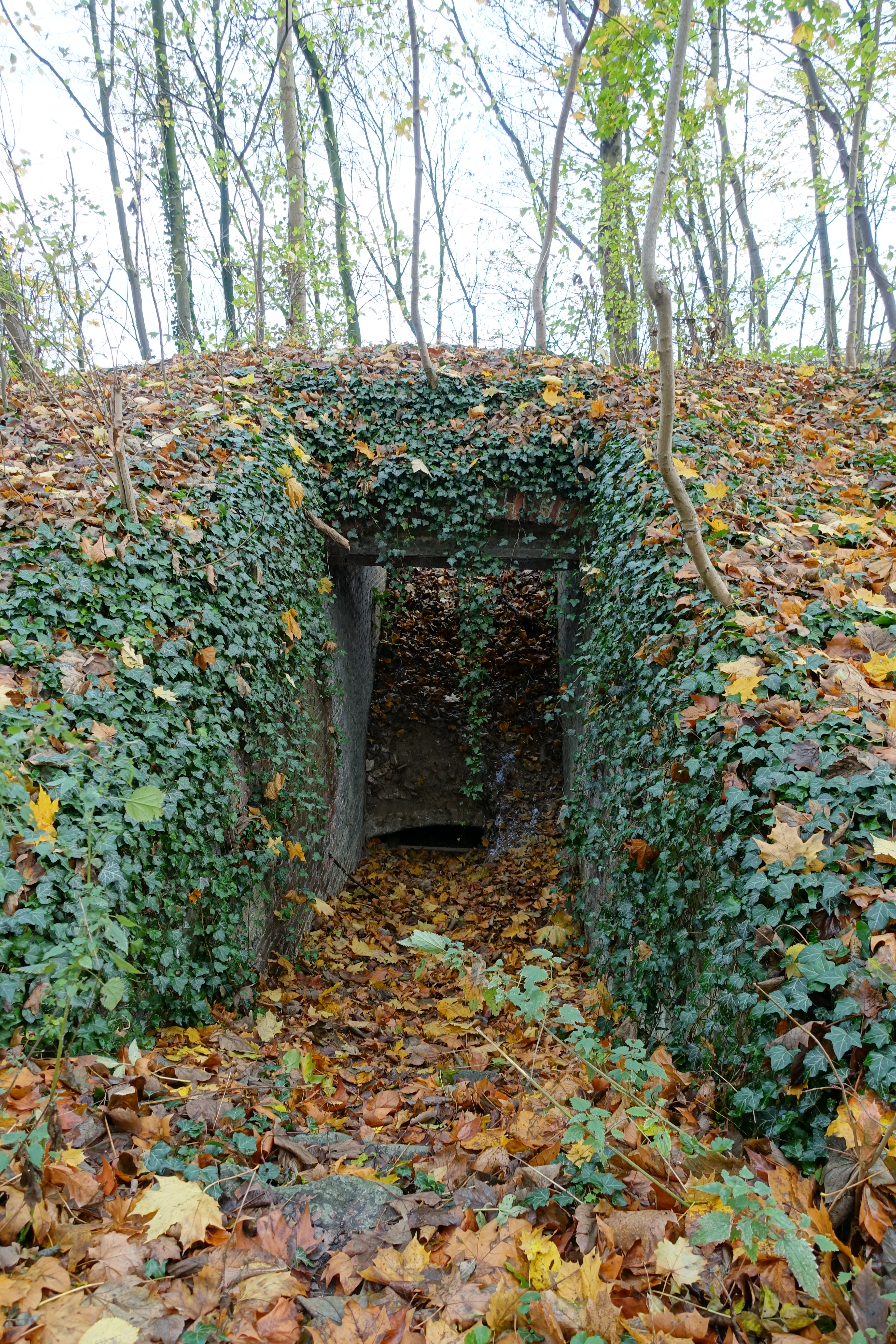
Reste d'une glacière de l'ancien domaine de Walckiers, dans le voisinage du pont à galerie

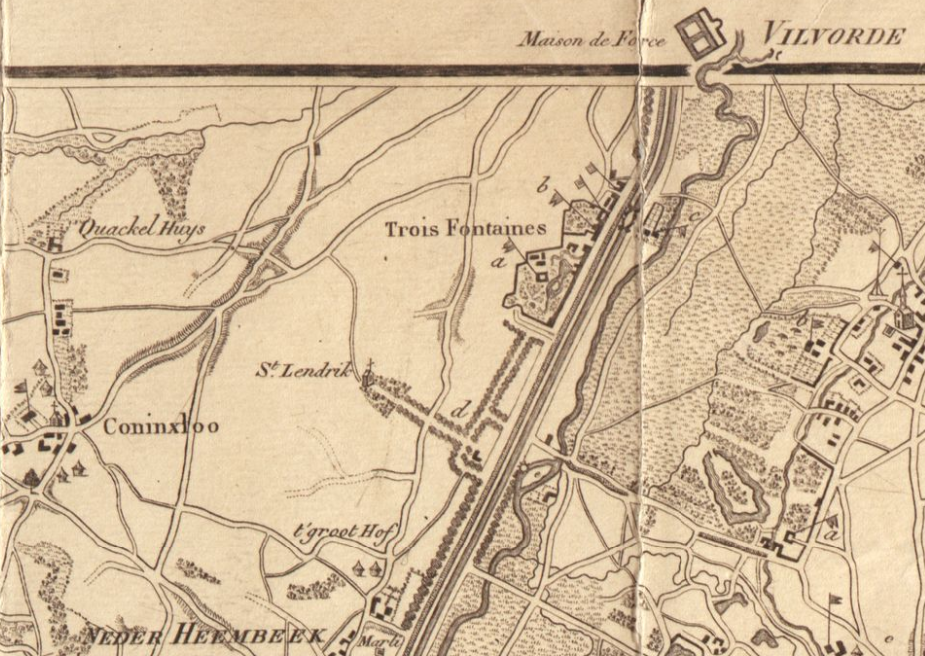
Carte de Bruxelles et de ses environs, vers 1810, coupée autour des Trois Fontaines

Après Walckiers, le domaine a changé plusieurs fois de propriétaire. Après que Walckiers fut touché par des problèmes financiers, il s'enfuit en 1799, en France. La même année, il vendit le domaine à Pierre-François Stevens. En 1810, celui-ci le vendit à Louis Wellens de ten Meulenberg, qui devint plus tard le baron et bourgmestre de Bruxelles et cofondateur du Jardin botanique de Bruxelles. Le fils de Louis de Wellens, Jules Wellens devint en 1825, bourgmestre de Vilvorde. Louis, lui-même avait refusé de l'être parce qu'il préférait rester à Bruxelles et les Trois Fontaines était juste une maison de campagne pour lui.
En juillet 1837, Louis de Wellens est contraint de vendre son domaine des Trois Fontaines en ventes publiques. Guillaume Van Volxem, le nouveau propriétaire, sera plus tard, également bourgmestre de Bruxelles, et même plus tard ministre de la Justice.
En 1868, mort de Guillaume Van Volxem, sa seconde épouse hérite du domaine. Elle survécu à ses deux fils. À sa mort le domaine alla à la fille du fils de Guillaume, Jules Van Volxem, fille de sa première femme : Jeanne Félicité Van Volxem (1863-1956). Elle a épousé Alfred Orban, (aussi connu comme Alfred Orban - Van Volxem, et neveu de premier ministre Hubert Walthère Frère-Orban. C'était Jeanne Van Volxem, la femme de Orban, que réalise le dernier de changements majeurs du parc et donner au domaine dans sa forme actuelle.

### Domaine de Nény

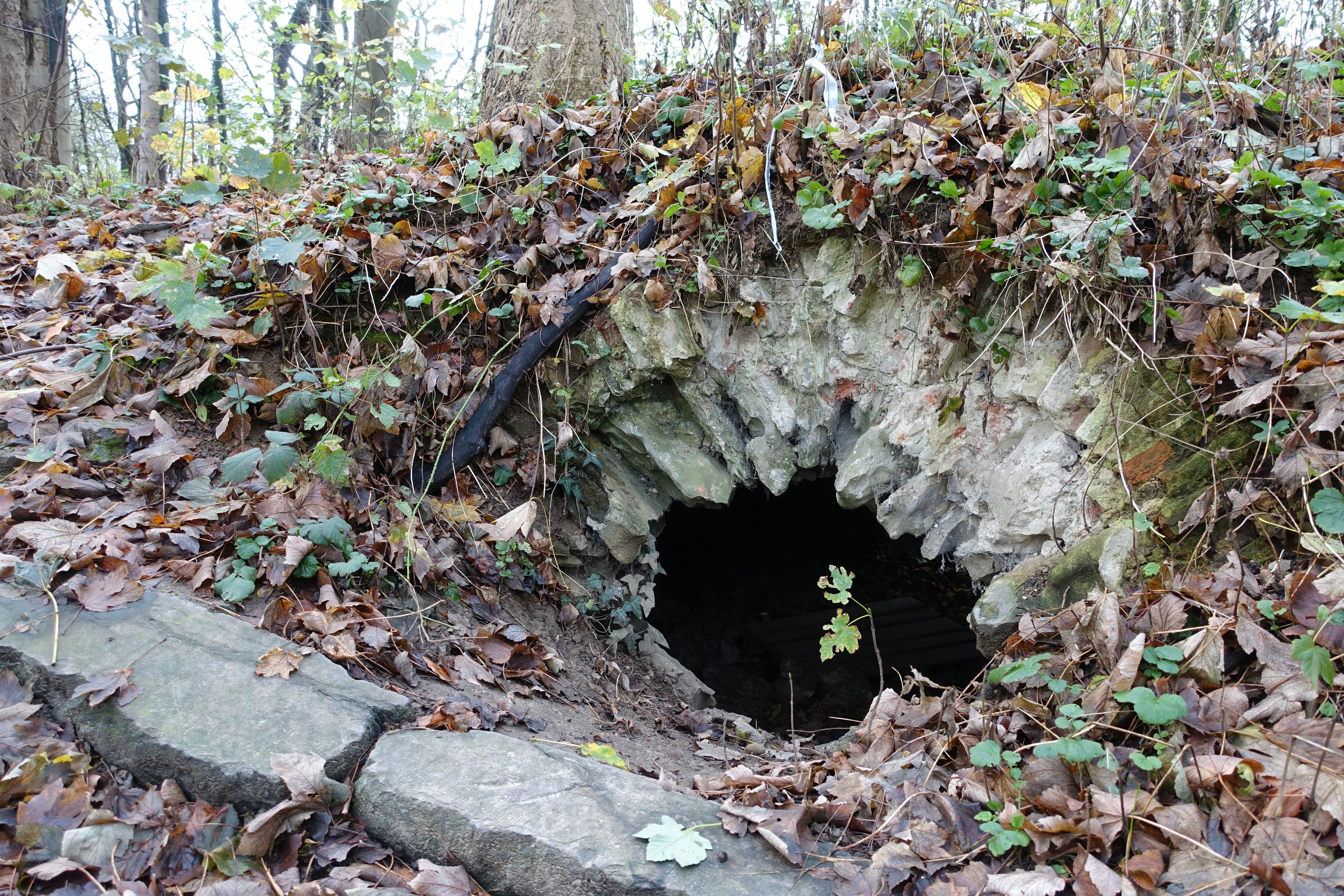
Vestige d'une glacière sur l'ancien domaine de Nény

Sur le bordant nord-est du domaine de Walckiers était la propriété du comte Patrice-François de Nény. Nény a acheté en 1777, l'auberge "Le Cerf Volant" près de l'écluse des Trois Fontaines près Walckiers. Il a construisit sa maison de campagne 'Fontigny'. Ce petit domaine de trois hectares était près de la chaussée et à proximité de l'écluse des Trois-Fontaines. Lorsque de Nény meurt en 1784, son héritier, vendit le domaine à la famille Van Laethem, des résidents du hameau des Trois-Fontaines (un de leurs fils éclusier). En 1787,  le domaine est considérablement élargi et tombe dans les mains de la baronne Rosalie de Termeeren, épouse du baron de Feltz. Dans le cours du dix-neuvième siècle, le domaine a à plusieurs reprises changer de propriétaire et été étendu vers le nord.
Sur une partie de ce domaine de Nény se trouve à la fin du XIXe siècle, un moulin industriel , les Moulins des Trois Fontaines situé. Le reste du parc fut acheté par le couple Orban - Van Volxem, qui détient le domaine de Walckiers et font fusionner les deux domaines. Actuellement du domaine de Nény il reste une glacière, la maçonnerie de blocs de grès rugueux indique que la cave a probablement été réaffecté en tant que "grotte pittoresque" dans le paysage du parc.

### Château de l'écluse

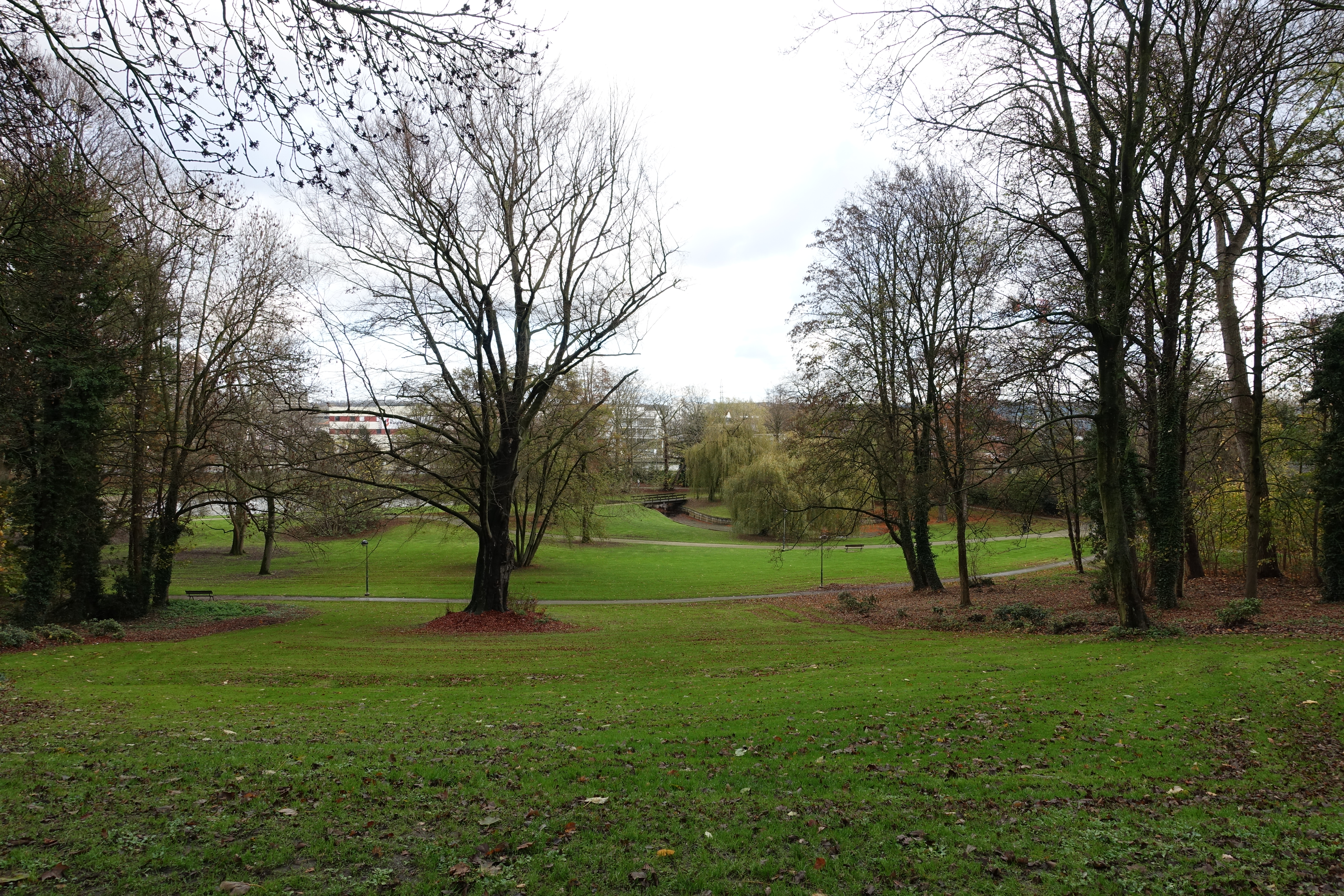
Vue vers la Vallée de l'endroit où le château de l'écluse de Hanssen et Campion se tenait.

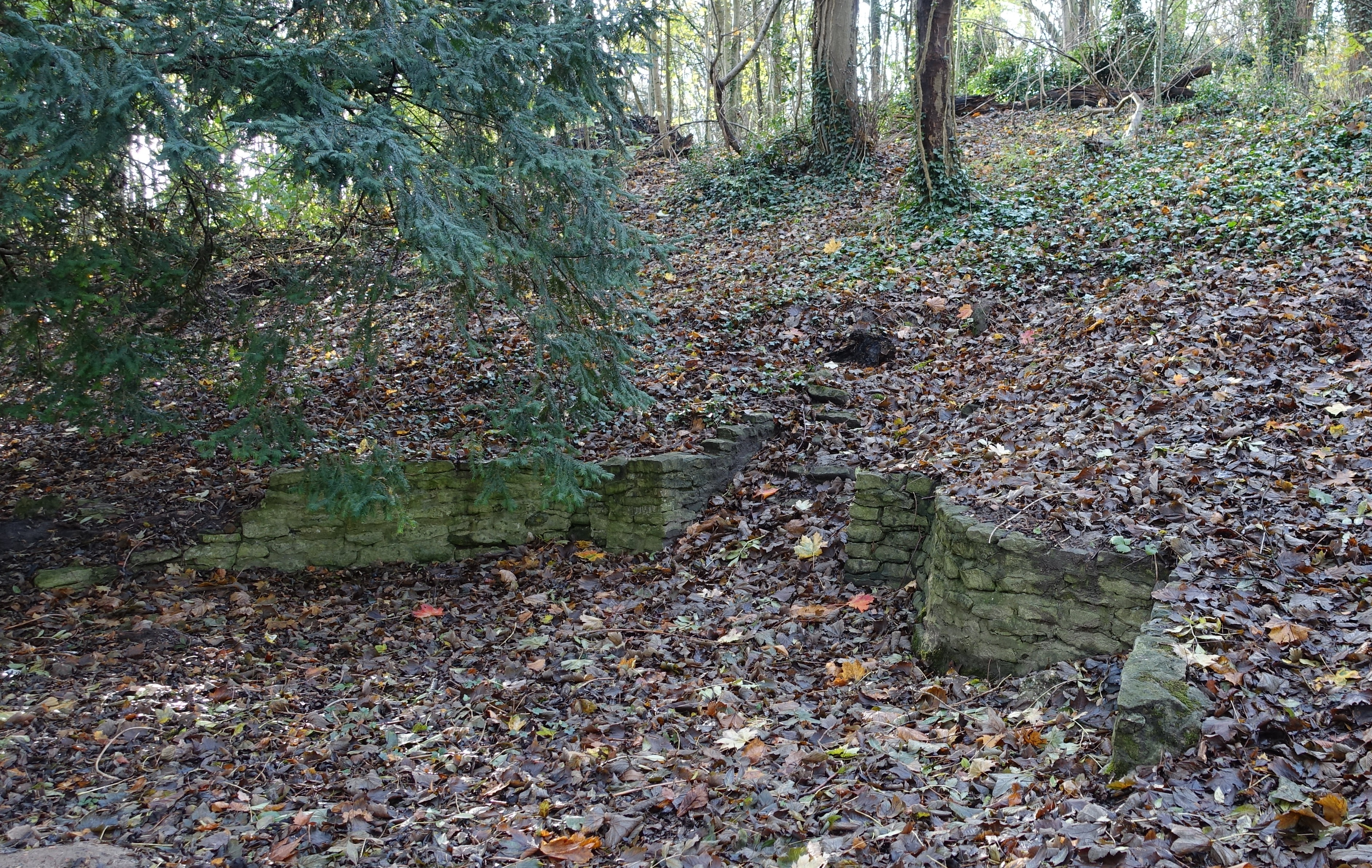
Les restes du château de l'Écluse

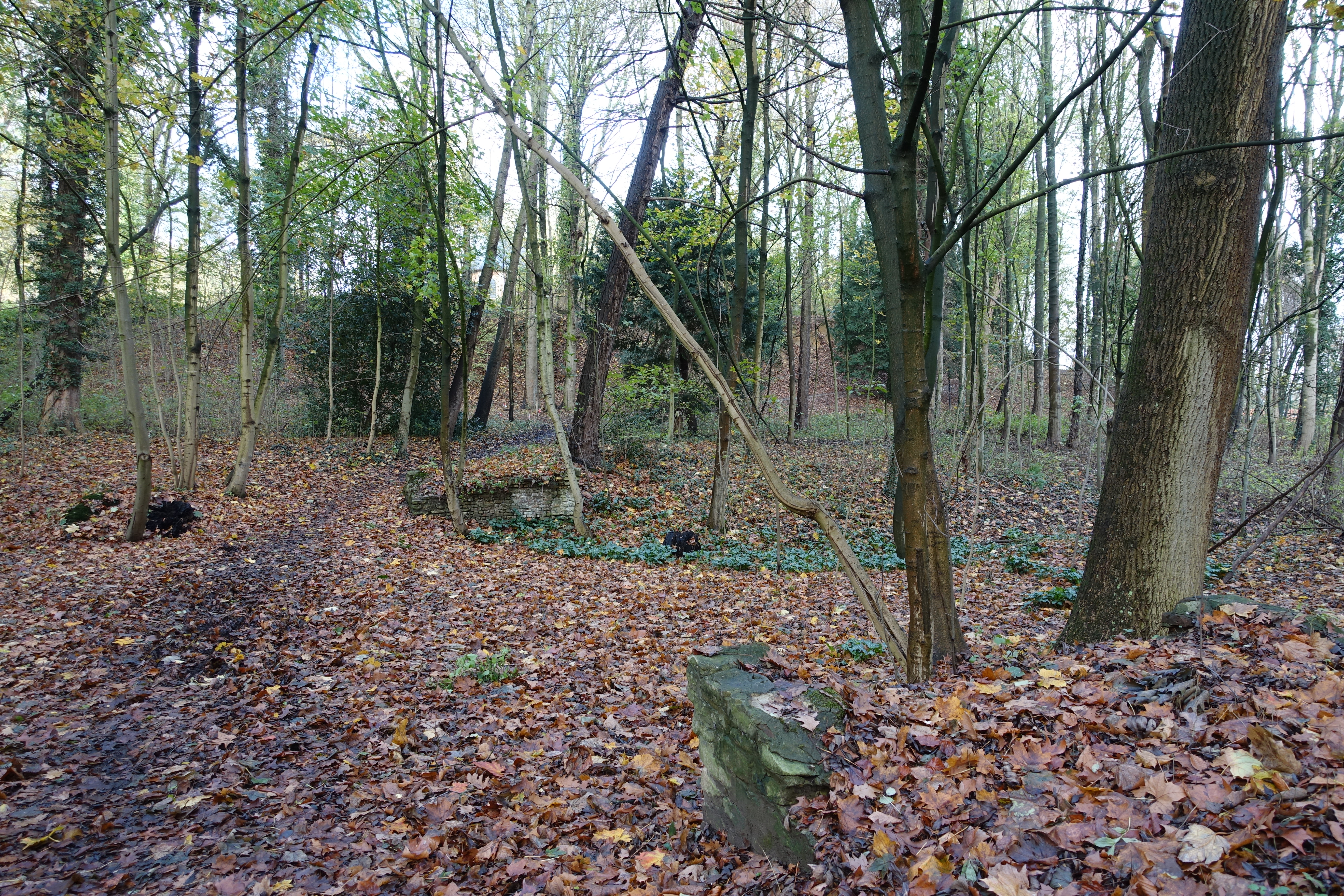
Les restes d'un pont, situé entre l'ancien château de l'ecluse et la Lendrikkapel, à l'actuel pont de la route

En 1876, s'appuie Edmond Hanssens, une villa ("château") sur la hauteur au nord de l'écluse dse Trois-Fontaines, à l'actuel Ganzenvoetweg. Son domaine est situé au nord de celui de Nény. L'actuel étang, à la bordure orientale du domaine, à proximité des courts de tennis, faisait partie de son domaine.
Jeanne Van Volxem, achète le domaine de Edmond Hanssens en mars 1893.

### La reconstruction et l'unification sous Orban - Van Volxem
Au tournant du siècle, Orban et son épouse, fusionnent les trois domaines en un seul grand domaine d'environ 90 hectares. Leur domaine avait trois entrées:
- Les plus couramment utilisés accès a une allée qui se trouve à 500 mètres au sud du château au canal. À cette fin, les terres au sud du domaine furent ajoutées. Après la mort de Orban ces terres ont été vendues à nouveau et sont devenues la partie nord de la Cokeries Marly.
- Un deuxième a été construit dans le nord-ouest, sur la Koningslosesteenweg. Les bâtiments d'accès ont été conservés. À partir de cette route, aujourd'hui le 'Valleidreef', ils avaient une vue sur la vallée ouverte sur la gauche. Via trois chemins on pouvait atteindre le château.
- Le troisième accès était l'accès d'apparat à partir de l'ouest. Depuis le château, une double allée (actuellement encore présente)  Les parcelles nécessaires avaient  déjà été achetées par Orban - Van Volxem à partir de 1893. À la sortie de la ruelle se trouvaient deux lions. Ils ont ensuite été transférés à l'aire de jeux pour enfants.

Alfred Orban a fait faire un jardin à la française, à l'inspiration de celui de Versailles. L'actuel pavillon de chasse et de l'orangerie, datant de la fin du XIXe siècle. Le domaine est équipé d'un approvisionnement autonome en eau, le château d'eau à l'ouest des écuries existe toujours.
Au cours de la Première Guerre mondiale, le gouverneur général Moritz von Bissing a placé son siège dans le domaine de Alfred Orban. Il y mourut le 18 avril 1917.
En 1909 Orban vendit le domaine, Hanssens, le Château de l'écluse. Il a été vendu à Daniel Campion, avocat et propriétaire du Chemin de Fer Industriel et des moulins de Trois-Fontaines. Campion a démonté 1930, la chapelle Saint-Landry de Ransbeek pierre par pierre et la fit transférer dans son domaine.

### Après Orban
Le Domaine des Trois Fontaines fut vendu en 1928. La plus grande partie du domaine d'Orban est tombé dans les mains d'une société immobilière: la Société Immobiliaire du Marly, dans les mains de l'Espagnol Emanuel Perena. Une partie du domaine, au nord de la Koningslosteenweg (actuel Vlierkensstraat, De Dijckstraat et Rubensstraat) a été vendure par le couple Orban - Van Volxem le 29 décembre 1928 à la société de logement, "Vilvoordse Cheminée". En 1929-1930 y seront batis des logements sociaux.
Le château de Orban - Van Volxem, appelé château des Trois Fontaines, fut complètement détruit par un bombardement en 1944.
Le propriétaire de Trois-Fontaines, la compagnie immobilière "Marly" voulait le domaine dans les années 50 le vendre à la ville de Bruxelles pour les visiteurs de l'Expo 58 et puis pour construire son nouveau cimetière. Ces plans ont accru la pression sur la ville de Vilvorde pour l'achat de ce "poumon vert" pour les résidents de la ville industrielle.
En 1956,  la ville de Vilvorde,acheta l'ancien domaine de Orban ainsi que le domaine de Campion. La moitié de ce qui était autrefois le domaine de la Nény a été retirée. La villa Campion (anciennement Hanssens), en 1960, démoli.
À l'occasion de l'Expo 58 fut construit le camping Vilvordia. C'était une condition que le gouvernement avait faite lors de l'approbation de l'achat en 1956. Le camping a disparu au début des années 70. Plus Tard, il y a également été construit un parc animalier , qui en 2007 fut supprimé temporairement ainsi qu'un vaste complexe sportif. Dans l'orangerie se trouve actuellement un restaurant.. L'intérieur a été adapté en fonction de celui-ci, mais dans la dernière restauration le point de vue original a été partiellement récupéré avec la récupération des motifs de la serlienne

## Galerie

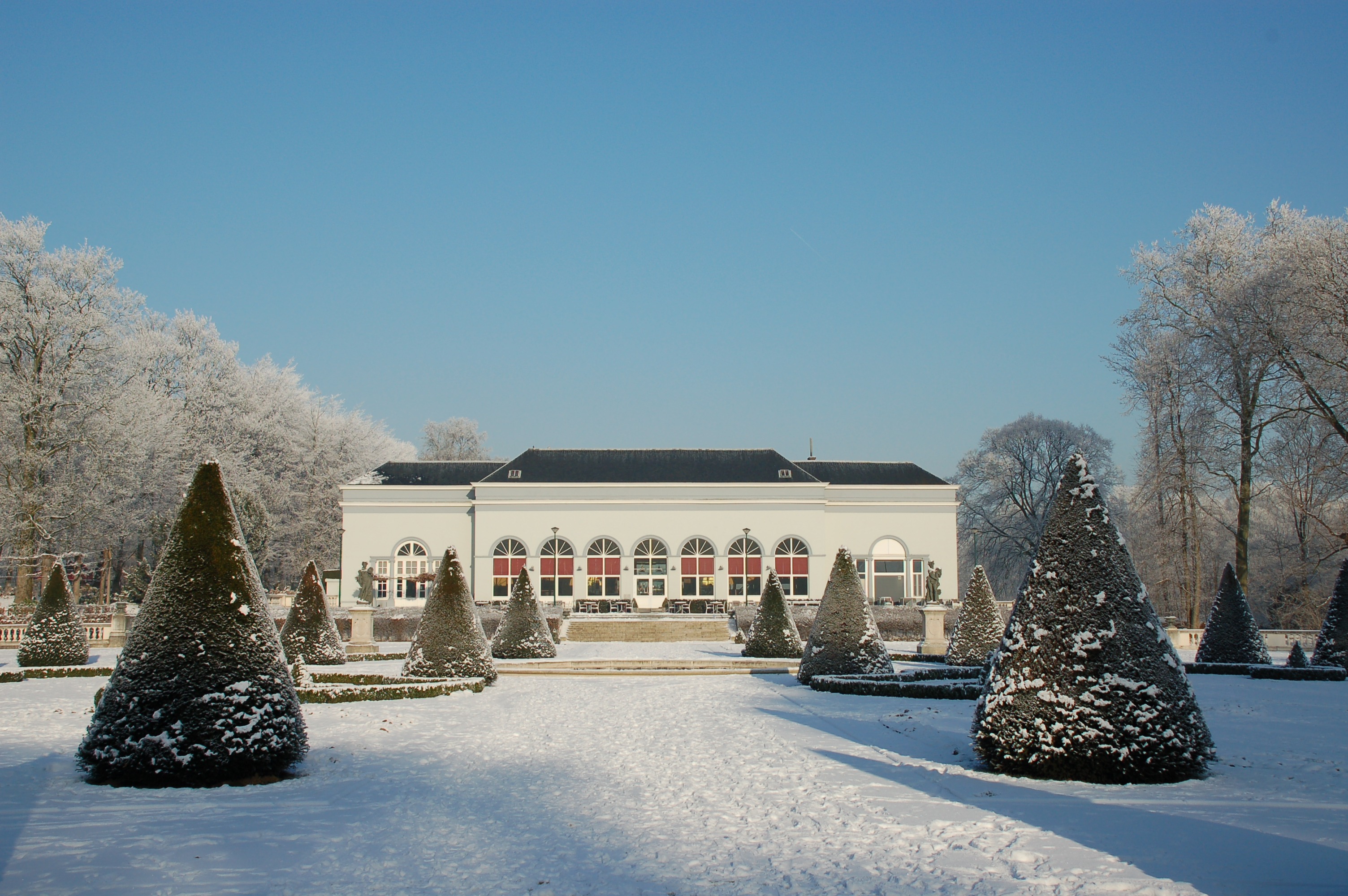
Jardin français avec l'orangerie en hiver
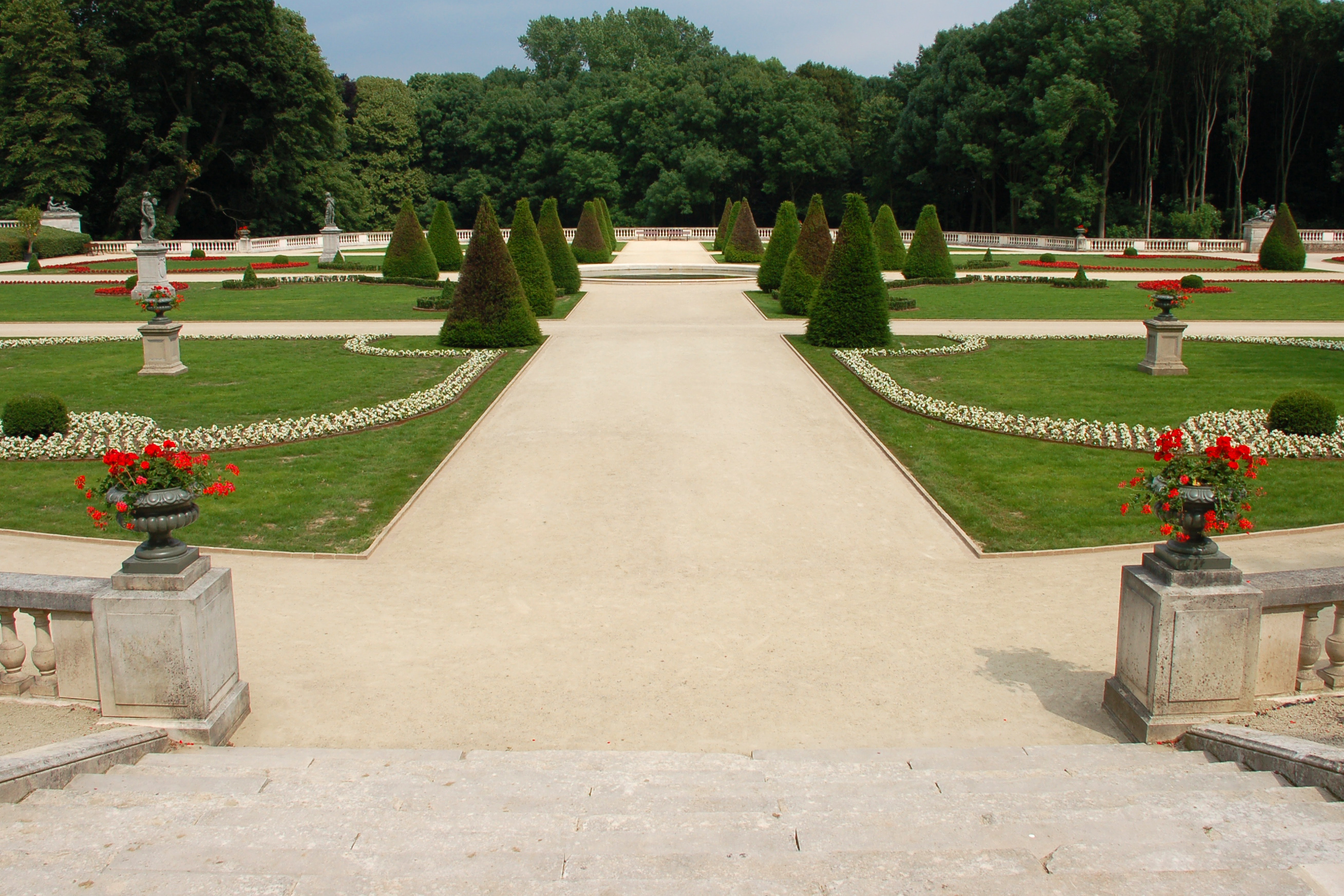
Jardin français
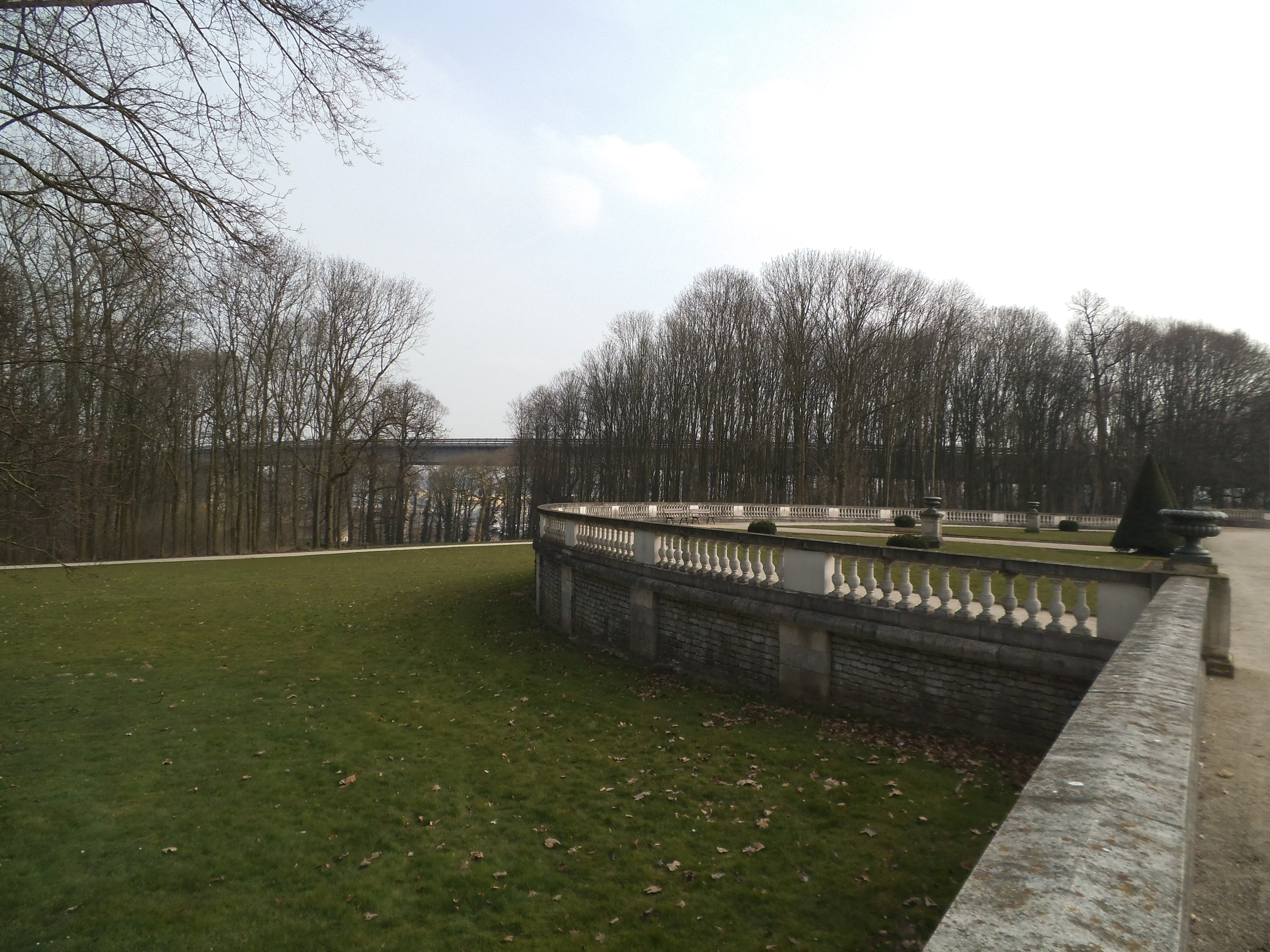
Jardin français avec le viaduc
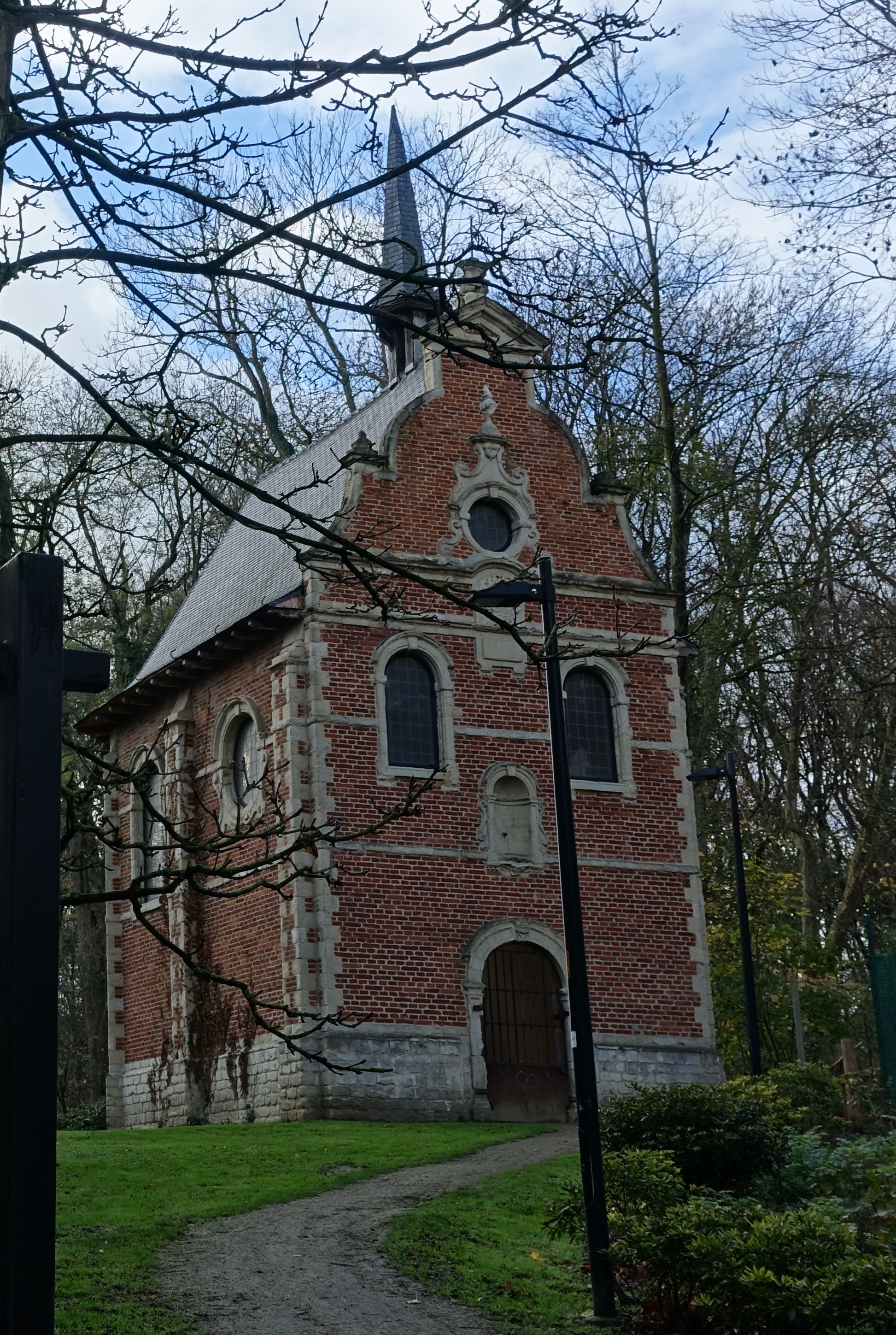
Chapelle Saint-Landry
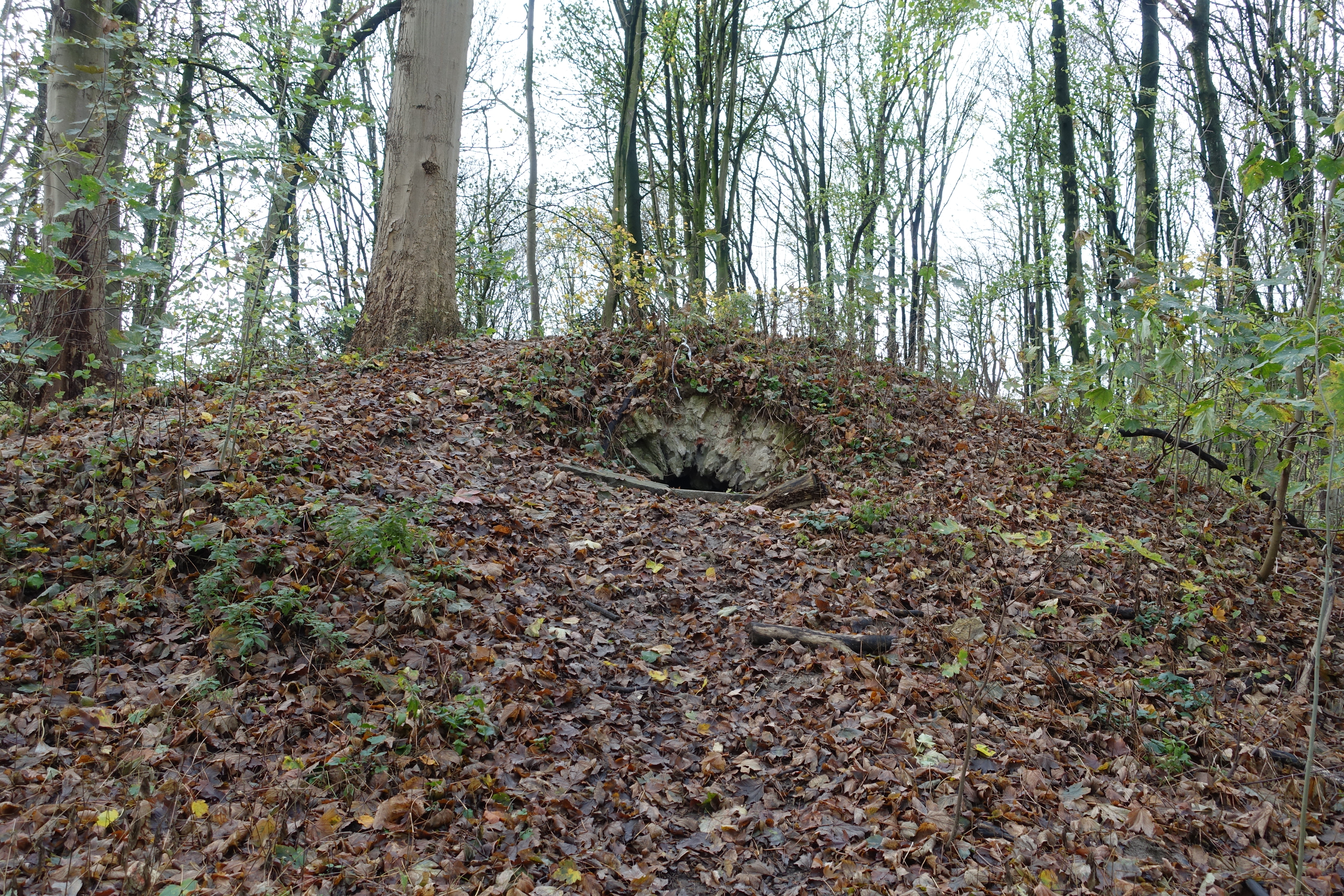
Glacière du domaine de Nény, Fontigny
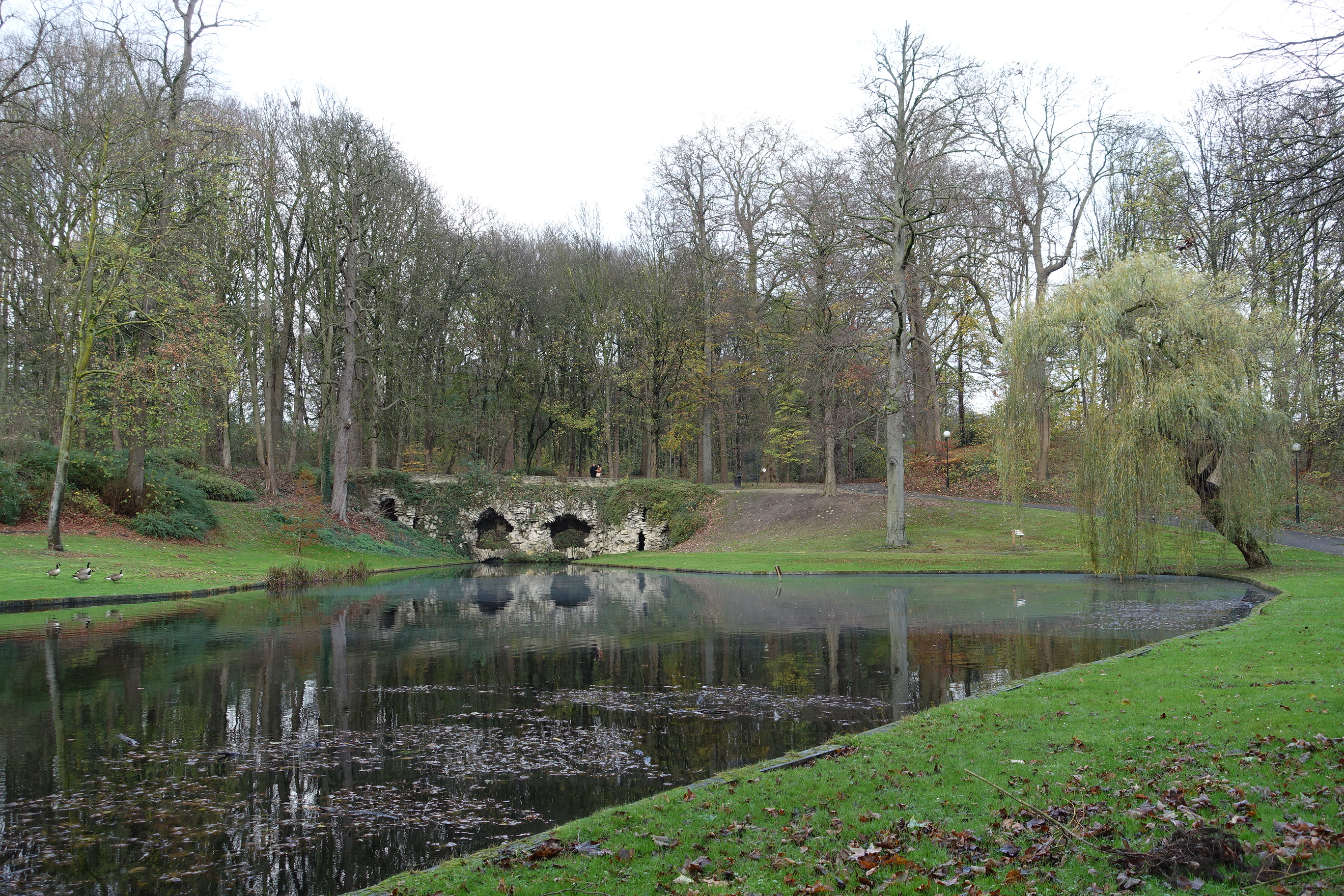
Les Bloedgrotten
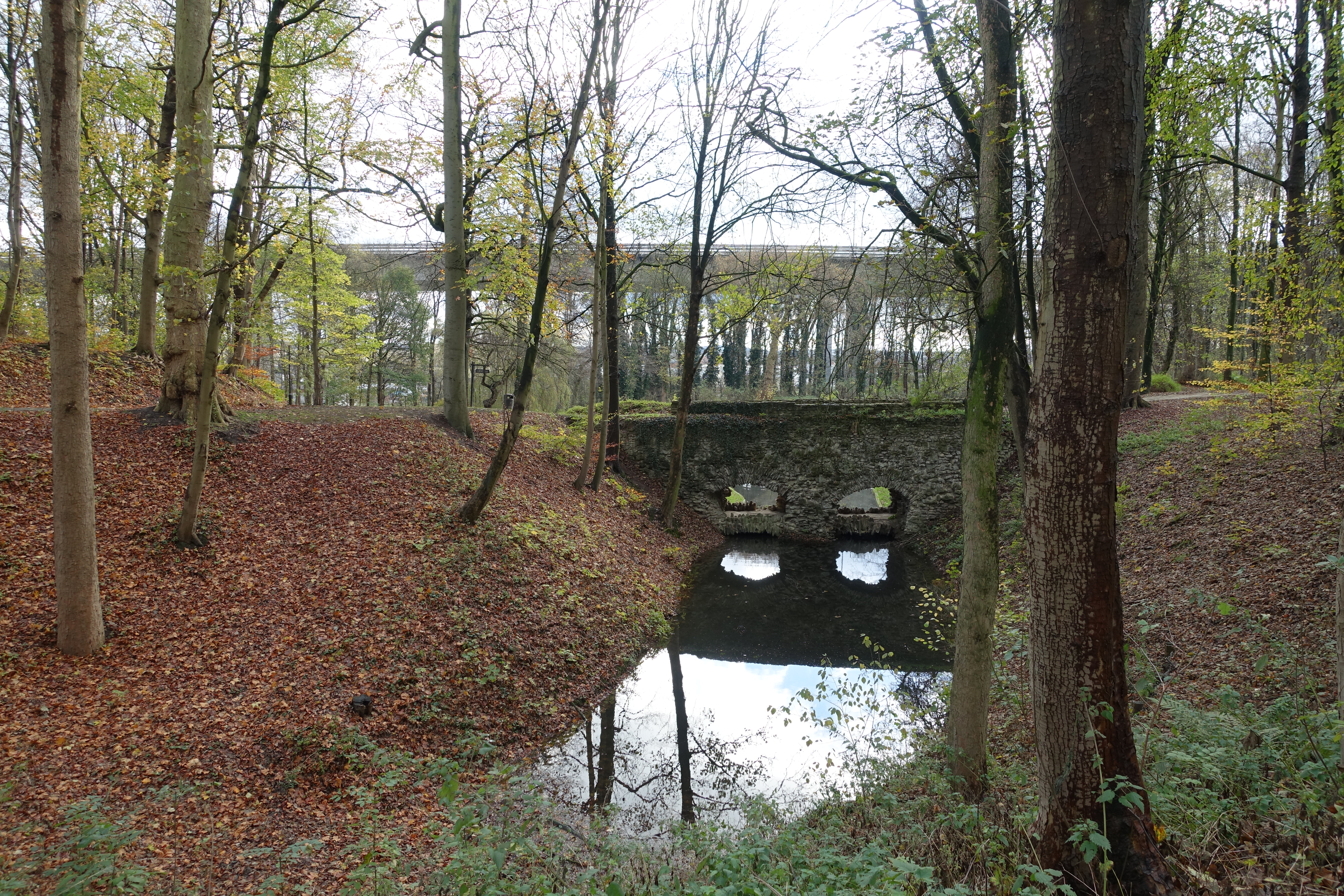
Pont à galerie à l'arrière du viaduc de Vilvorde
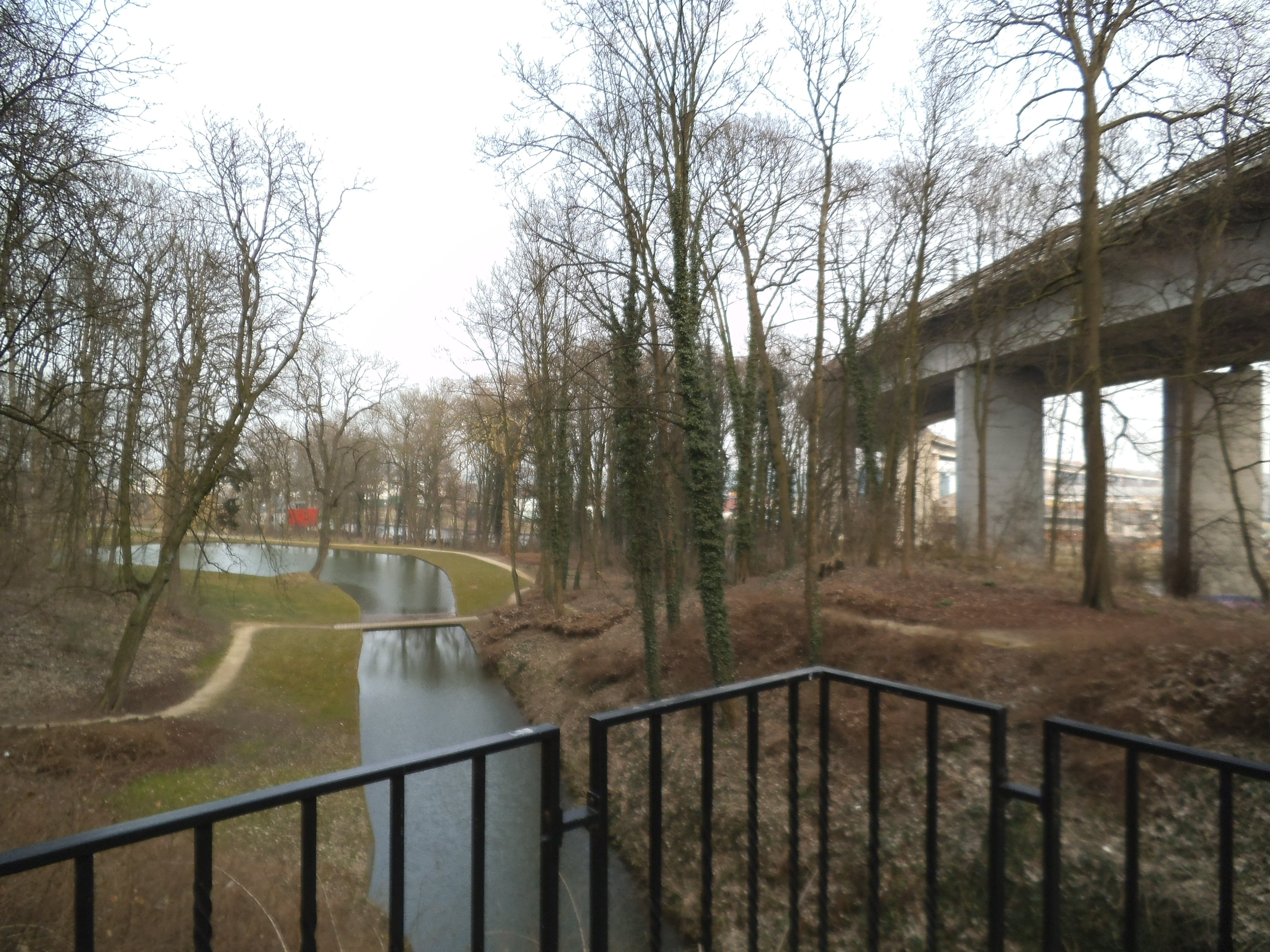
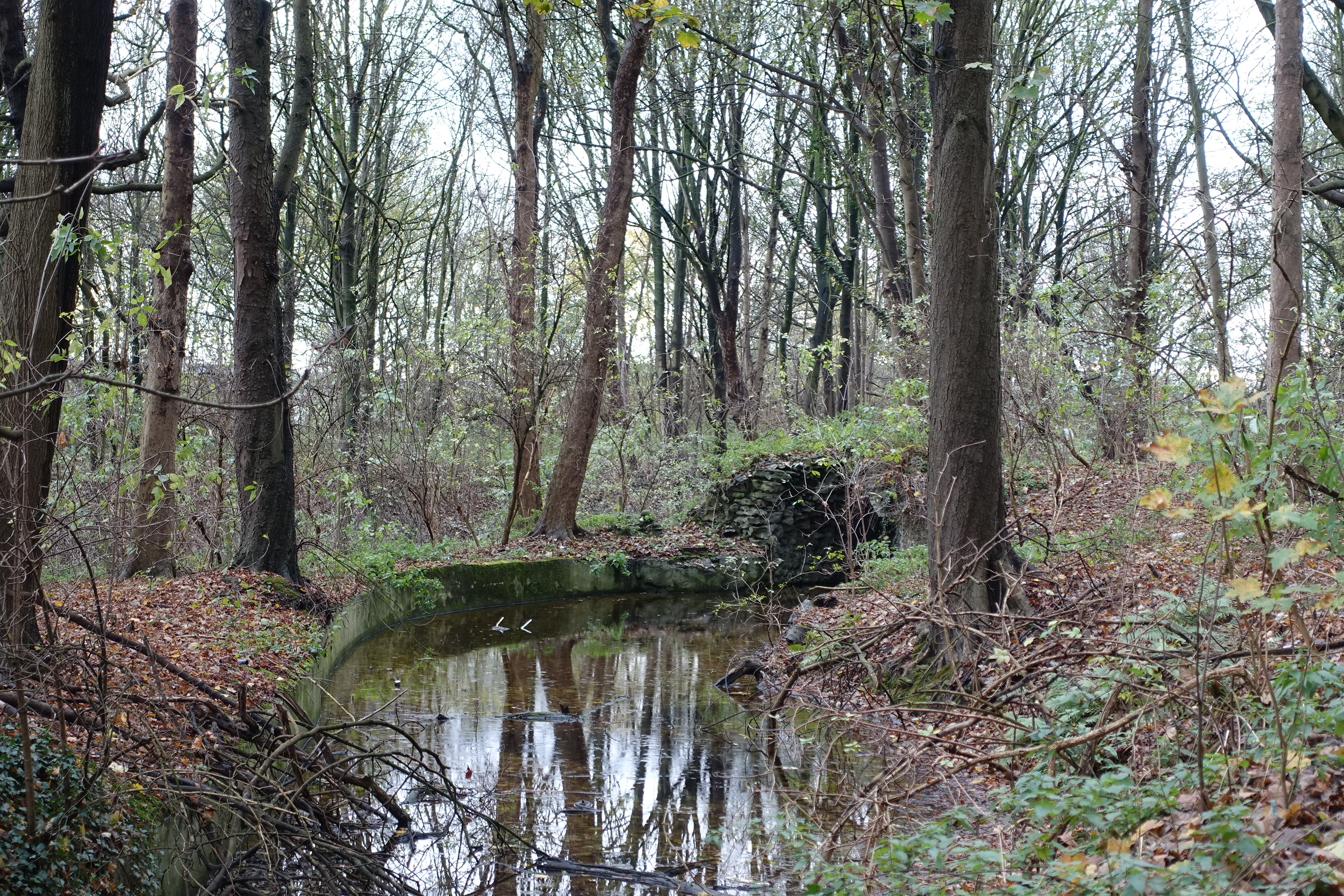
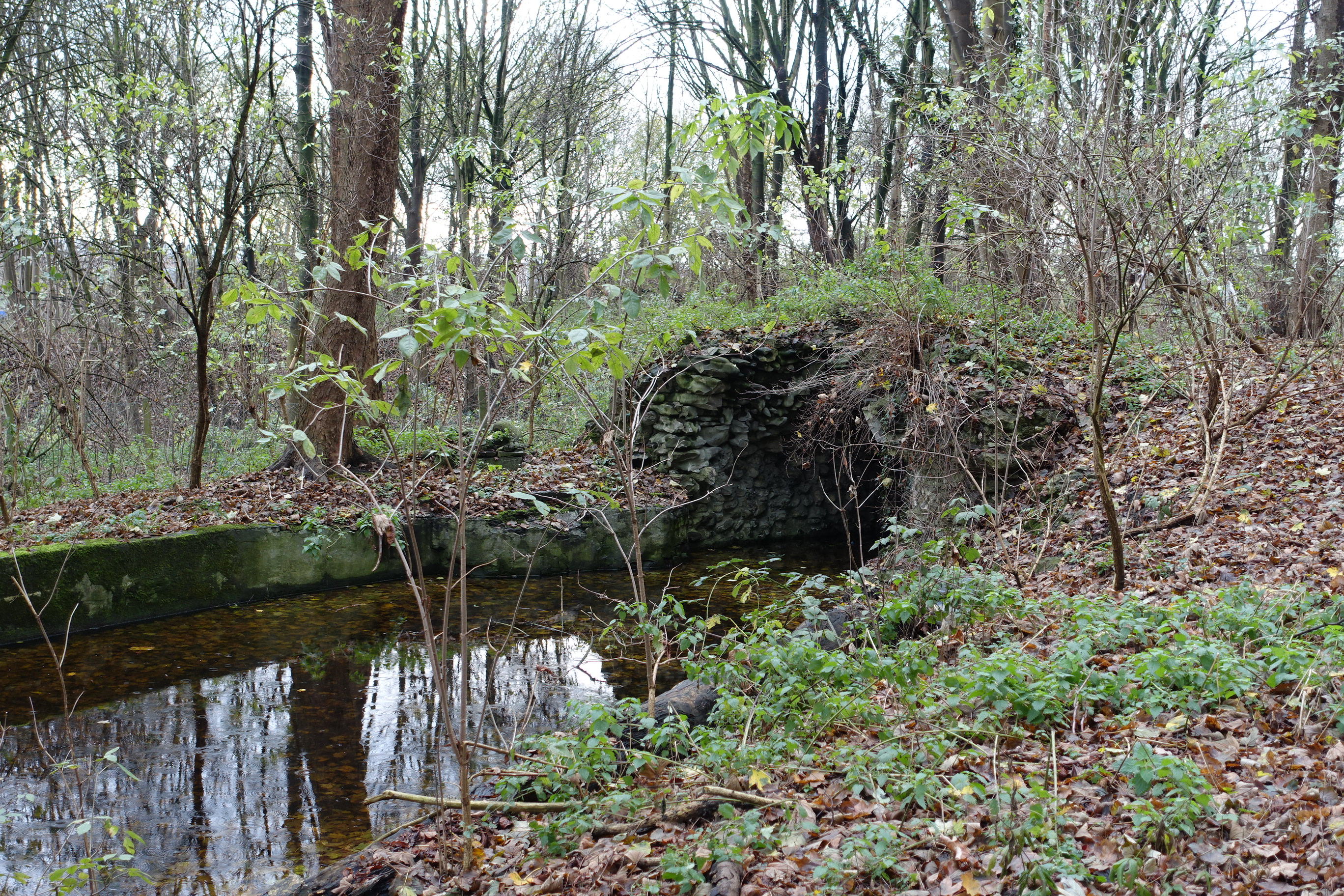